# Alpigenobombus
Alpigenobombus — підрід роду Bombus, який об'єднує 7 видів. Види роду Alpigenobombus відрізняються тим, що мають на кожній мандибулі шість великих трикутних зубців і тим, що звично використовують їх для прокушування віночка для збору нектару.

## Поширення
Alpigenobombus зустрічається з північної Іспанії та Норвегії на схід до Гімалаїв та Китаю. 

## Таксономічні ознаки

### Таксономічні ознаки самця
Вольселла завжди сильно склерозована, внутрішній кут, як правило, набагато ближче до вершини, ніж до основи, утворюючи внутрішній верхівковий кут, який часто містить два гачки, спрямовані всередину, або один, спрямований всередину, відросток; гоностилус, як правило, з чітким внутрішнім базальним відростком або виступом, не пов'язаний з довгими волосками; верхівка пеніальних вальв сильно видозмінена, часто сильно вигнута в напрямку до середньої лінії як серпоподібний гачок, або вигнута назовні у деяких особин, але якщо майже пряма (вигляд зверху), то вольселла з вираженими внутрішніми гачками. Верхівка мандибул з двома преапікальними зубцями.

### Таксономічні ознаки самки
Задня гомілка з пилковим кошиком та растеллумом (англ. rastellum); задній базитарус з сильним вушком (англ. auricle); шостий стерніт метасоми без кіля (англ. carinae); робоча каста зазвичай присутня; верхівка метасоми не вигнута вниз; верхівка мандибул з шістьма зубцями; задній базитарус, проксимально біля вентрального краю часто з низкою щетинок (англ. bristles), які майже такої ж довжини як щетинки пилкового кошика.